# Mandeln (Dietzhölztal)
Mandeln (mundartlich Moaneln) ist ein Dorf und als solches ein Ortsteil der Gemeinde Dietzhölztal im mittelhessischen Lahn-Dill-Kreis.

## Geographie
Der Ort liegt im Tal des Dietzhölze-Nebenflusses Mandelbach und des ihm zufließenden Breidebachs oberhalb von etwa 360 m.
Der höchste Berg innerhalb der Gemarkung ist der Eichwäldchen (608,4 m) nordwestlich des Ortes, gefolgt vom Kleinen Hardt (566,4 m) und Großem Hardt (562,9 m).

## Geschichte

### Ortsgeschichte
Die älteste bekannte schriftliche Erwähnung von Mandeln erfolgte am 13. Juli 800 als Mauventelina im Lorscher Codex anlässlich einer Schenkung eines gewissen Lager und dessen Ehefrau Duda an das Kloster Lorsch. Damit ist Dorf Mandeln das vermutlich älteste Dorf im ehemaligen Dillkreis.
Diese alte Siedlung hat unter dem Namen Moyndille noch mindestens bis zum Jahre 1298 bestanden. Der eigentliche Verfall von Alt-Mandeln ist vermutlich auf einen Streit zwischen den hessischen Landgrafen und den Grafen von Nassau zurückzuführen. Die Zerstörung des Dorfes könnte also etwa zwischen 1433 und 1443 erfolgt sein. Die alte Siedlung hat danach kaum länger als ein halbes Jahrhundert wüst gelegen, denn im Jahre 1489 erfolgte etwa einen Kilometer südlich die Neugründung bzw. Besiedelung des heutigen Mandeln durch die Witwe von Hutzmanns Heinz mit ihrem Sohn Henn sowie Gerlach, dem Schwiegersohn eines Mannes mit Namen Palmenie aus dem nahegelegenen hessischen Roth.
Hessische Gebietsreform (1970–1977)
Die Eingliederung der bis dahin selbständigen Gemeinde Mandeln in die Gemeinde Dietzhölztal im Zuge der Gebietsreform in Hessen erfolgte auf freiwilliger Basis am 1. April 1972.
Ein Ortsbezirk nach der Hessischen Gemeindeordnung wurden nicht errichtet.

### Verwaltungsgeschichte im Überblick
Die folgende Liste zeigt die Staaten bzw. Herrschaftsgebiete und deren untergeordnete Verwaltungseinheiten, in denen Mandeln lag:
- vor 1739: Heiliges Römisches Reich, Grafschaft/Fürstentum Nassau-Dillenburg, Amt Ebersbach[6]
- ab 1739: Heiliges Römisches Reich, Fürstentum Nassau-Diez, Amt Ebersbach
- 1806–1813: Großherzogtum Berg, Département Sieg, Arrondissement Dillenburg, Kanton Dillenburg
- 1813–1815: Fürstentum Nassau-Oranien, Amt Ebersbachorn
- ab 1816: Herzogtum Nassau, Amt Dillenburg
- ab 1849: Herzogtum Nassau, Kreisamt Herborn
- ab 1854: Herzogtum Nassau, Amt Dillenburg
- ab 1867: Norddeutscher Bund, Königreich Preußen, Provinz Hessen-Nassau, Regierungsbezirk Wiesbaden, Dillkreis
- ab 1871: Deutsches Reich, Königreich Preußen, Provinz Hessen-Nassau, Regierungsbezirk Wiesbaden, Dillkreis
- ab 1918: Deutsches Reich, Freistaat Preußen, Provinz Hessen-Nassau, Regierungsbezirk Wiesbaden, Dillkreis
- ab 1932: Deutsches Reich, Freistaat Preußen, Provinz Hessen-Nassau, Regierungsbezirk Wiesbaden, Landkreis Dillenburg
- ab 1933: Deutsches Reich, Freistaat Preußen, Provinz Hessen-Nassau, Regierungsbezirk Wiesbaden, Dillkreis
- ab 1944: Deutsches Reich, Freistaat Preußen, Provinz Nassau, Dillkreis
- ab 1945: Deutsches Reich, Amerikanische Besatzungszone, Groß-Hessen, Regierungsbezirk Wiesbaden, Dillkreis
- ab 1946: Deutsches Reich, Amerikanische Besatzungszone, Hessen, Regierungsbezirk Wiesbaden, Dillkreis
- ab 1949: Bundesrepublik Deutschland, Hessen, Regierungsbezirk Wiesbaden, Dillkreis
- ab 1968: Bundesrepublik Deutschland, Hessen, Regierungsbezirk Darmstadt, Dillkreis
- ab 1972: Bundesrepublik Deutschland, Hessen, Regierungsbezirk Darmstadt, Oberlahnkreis, Gemeinde Dietzhölztal
- ab 1977: Bundesrepublik Deutschland, Hessen, Regierungsbezirk Darmstadt, Lahn-Dill-Kreis, Gemeinde Dietzhölztal
- ab 1981: Bundesrepublik Deutschland, Hessen, Regierungsbezirk Gießen, Lahn-Dill-Kreis, Gemeinde Dietzhölztal

### Bevölkerung
Einwohnerstruktur 2011
Nach den Erhebungen des Zensus 2011 lebten am Stichtag dem 9. Mai 2011 in Mandeln 1239 Einwohner. Darunter waren 30 (2,4 %) Ausländer.
Nach dem Lebensalter waren 195 Einwohner unter 18 Jahren, 540 zwischen 18 und 49, 291 zwischen 50 und 64 und 243 Einwohner waren älter.
Die Einwohner lebten in 546 Haushalten. Davon waren 153 Singlehaushalte, 153 Paare ohne Kinder und 183 Paare mit Kindern, sowie 39 Alleinerziehende und 12 Wohngemeinschaften. In 105 Haushalten lebten ausschließlich Senioren/-innen und in 363 Haushaltungen lebten keine Senioren/-innen.
Einwohnerentwicklung
Die Einwohnerzahl des Dorfes stieg von 1489 bis zum Jahre 2005 mit leichten Schwankungen kontinuierlich an. Lediglich im Jahre 1597 fiel sie durch Pest von ca. 100 Einwohnern auf 20 zurück. Ein überdurchschnittlicher Anstieg der Einwohner erfolgte in den siebziger Jahren durch die Ausweisung des Wochenendgebietes Ebachseite sowie durch Zuzug von Gastarbeiterfamilien. Außerdem in den Jahren 1989/90 durch die Wiedervereinigung der Bundesrepublik Deutschland und die Übersiedlung von deutschstämmigen Aussiedlern aus der ehemaligen Sowjetunion. Die Einwohnerzahl von Mandeln im Jahre 2004 betrug 1430 Personen und umfasste ca. 450 Wohnhäuser. Aktuell ist auch in Mandeln die Einwohnerzahl eher sinkend (Stand 2024).
| Mandeln: Einwohnerzahlen von 1834 bis 2020 | Mandeln: Einwohnerzahlen von 1834 bis 2020 | Mandeln: Einwohnerzahlen von 1834 bis 2020 | Mandeln: Einwohnerzahlen von 1834 bis 2020 | Mandeln: Einwohnerzahlen von 1834 bis 2020 |
| --- | ------------------------------------------ | ------------------------------------------ | ------------------------------------------ | ------------------------------------------ |
| Jahr |                                            |                                            |                                            | Einwohner                                  |
| 1834 | 1834                                       |                                            | 493                                        | 493                                        |
| 1840 | 1840                                       |                                            | 502                                        | 502                                        |
| 1846 | 1846                                       |                                            | 528                                        | 528                                        |
| 1852 | 1852                                       |                                            | 500                                        | 500                                        |
| 1858 | 1858                                       |                                            | 517                                        | 517                                        |
| 1864 | 1864                                       |                                            | 560                                        | 560                                        |
| 1871 | 1871                                       |                                            | 470                                        | 470                                        |
| 1875 | 1875                                       |                                            | 550                                        | 550                                        |
| 1885 | 1885                                       |                                            | 547                                        | 547                                        |
| 1895 | 1895                                       |                                            | 569                                        | 569                                        |
| 1905 | 1905                                       |                                            | 596                                        | 596                                        |
| 1910 | 1910                                       |                                            | 629                                        | 629                                        |
| 1925 | 1925                                       |                                            | 704                                        | 704                                        |
| 1939 | 1939                                       |                                            | 746                                        | 746                                        |
| 1946 | 1946                                       |                                            | 928                                        | 928                                        |
| 1950 | 1950                                       |                                            | 944                                        | 944                                        |
| 1956 | 1956                                       |                                            | 914                                        | 914                                        |
| 1961 | 1961                                       |                                            | 977                                        | 977                                        |
| 1967 | 1967                                       |                                            | 1.077                                      | 1.077                                      |
| 1970 | 1970                                       |                                            | 1.108                                      | 1.108                                      |
| 1980 | 1980                                       |                                            | ?                                          | ?                                          |
| 1990 | 1990                                       |                                            | ?                                          | ?                                          |
| 1999 | 1999                                       |                                            | 1.394                                      | 1.394                                      |
| 2004 | 2004                                       |                                            | 1.430                                      | 1.430                                      |
| 2011 | 2011                                       |                                            | 1.239                                      | 1.239                                      |
| 2013 | 2013                                       |                                            | 1.249                                      | 1.249                                      |
| 2016 | 2016                                       |                                            | 1.234                                      | 1.234                                      |
| 2020 | 2020                                       |                                            | 1.194                                      | 1.194                                      |
| Datenquelle: Historisches Gemeindeverzeichnis für Hessen: Die Bevölkerung der Gemeinden 1834 bis 1967. Wiesbaden: Hessisches Statistisches Landesamt, 1968. Weitere Quellen: LAGIS; nach 1970: Gemeinde Dietzhölztal; Zensus 2011 |                                            |                                            |                                            |                                            |

Religionszugehörigkeit
| • 1885: | 0546 evangelische (= 99,82 %), ein katholischer (= 0,18 %) Einwohner                              |
| • 1961: | 0876 evangelische (= 88,74 %) und 89 katholische (= 9,11 %) Einwohner                             |
| • 1999: | 1002 evangelische (= 72,40 %), 196 katholische (= 14,16 %) und 270 (= 13,44 %) sonstige Einwohner |

## Wappen

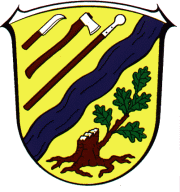
Ortswappen von Mandeln

Im Jahre 1999 erhielt das Dorf beziehungsweise der Ortsteil Mandeln ein eigenes Wappen. Dieses zeigt auf gelben Hintergrund in der linken oberen Hälfte diagonal laufend drei typische Haubergswerkzeuge (Häbe, Axt, Lohschäler) und in der rechten unteren Hälfte einen Baumstumpf mit angedeutetem Wurzelstock, aus dem bereits wieder ein neuer Zweig sprießt und damit die Beziehung zu der noch heute ausgeübten Haubergswirtschaft darstellt. Der diagonal von rechts oben nach links unten dargestellte Wasserlauf verweist auf den Mandelbach. Mit Schreiben vom 15. April 1999 teilt das Hessische Staatsarchiv mit, dass einer Verwendung im Rahmen der geltenden Gesetze und Verordnungen nichts im Wege steht.

## Kultur- und Sehenswürdigkeiten

### Hauberg
In Mandeln wird jährlich Hauberg gemacht. Die rechtliche Grundlage der Haubergsarbeit geht auf die „Haubergordnung für den Dillkreis und den Oberwesterwaldkreis vom 4. Juni 1887“ zurück. Darin heißt es: „Hauberge im Sinne dieses Gesetzes sind die Grundstücke in den Gemarkungen Dillbrecht, Fellerdilln, Ober- und Niederroßbach, Bergebersbach, Eibelshausen, Mandeln, Offdilln, Rittershausen, Steinbrücken, Straßebersbach, Weidelbach und Korb, welche gegenwärtig zu Haubergsverbänden gehören.“

### Bauwerke
Kirche

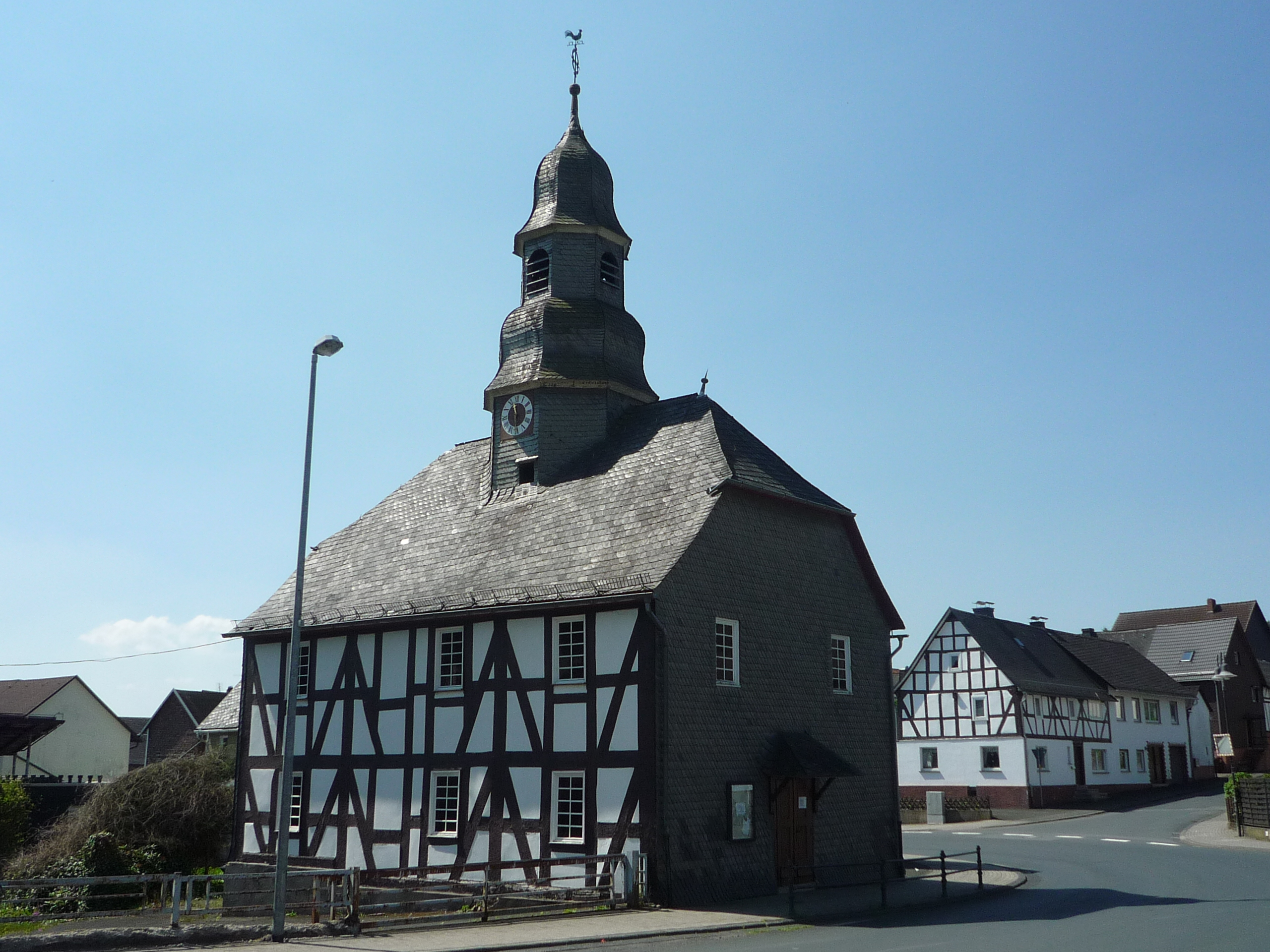
Evangelische Kapelle Mandeln

Die evangelische Kapelle Mandelns wurde im Jahr 1756 errichtet. Es handelt sich um einen Fachwerksbau.